# Jazz Juniors
Międzynarodowy Konkurs Młodych Zespołów Jazzowych "Jazz Juniors" – jeden z najstarszych w Polsce festiwali jazzowych, organizowany od 1976 r. w Krakowie. Jego celem jest prezentację młodych i uzdolnionych wykonawców tego gatunku, jak również ich konfrontacja z polskimi i światowymi gwiazdami jazzu.
O nagrody festiwalu Jazz Juniors ubiegali się m.in. Leszek Możdżer, Krzysztof Ścierański, Zbigniew Wegehaupt, Marek Bałata, bracia Niedzielowie (Jacek Niedziela-Meira i Wojciech Niedziela), Maciej Sikała, Krzysztof Majchrzak Janusz Yanina Iwański   oraz zespoły Tie Break, New Presentation, Walk Away, grupa Miłość.

## Laureaci
| Lp | Rok  | I nagroda                                    | II nagroda                                         | III nagroda                                                | Wyróżnienia |  |
| -- | ---- | -------------------------------------------- | -------------------------------------------------- | ---------------------------------------------------------- | --- |  |
| 1  | 1976 | Kwartet Wojtka Gogolewskiego                 | –                                                  | –                                                          | |  |
| 2  | 1977 | ?                                            | ?                                                  | ?                                                          | |  |
| 3  | 1978 | –                                            | Seven Up                                           | –                                                          | Wojciech Puszek |  |
| 4  | 1979 | ?                                            | ?                                                  | ?                                                          | |  |
| 5  | 1980 | Tie Break Support                            | –                                                  | –                                                          | |  |
| 6  | 1981 | Pick Up                                      | –                                                  | –                                                          | Duet Gitar Derby |  |
| 7  | 1982 | Heavy Metal Sextet                           | Time Quartet                                       | Chwila Nieuwagi                                            | Grupa Marka B, Jazz Trio, Krzysztof Popek |  |
| 8  | 1983 | New Presentation                             | Walk Away                                          | Jazz Trio Funk Factory                                     | Robert Majewski |  |
| 9  | 1984 | Still Another Sextet                         | –                                                  | –                                                          | Bronek Duzy, Piotr Biskupski, Jerzy Glod, Dariusz Oleszkiewicz, Mateusz Pospieszalski, Karol Szymanowski                                                          |  |
| 10 | 1985 | Mit Lidera Big Band Jazz Team                | Project                                            | –                                                          | |  |
| 11 | 1986 | –                                            | Backword Glance                                    | Music Conception                                           | |  |
| 12 | 1987 | –                                            | Green Light For Agriculture Harold Special         | Big Band Mrowisko                                          | |  |
| 13 | 1988 | New Market                                   | The Jazz Trio                                      | Loft                                                       | Miraż, Zdzisław Babiarski, Tomasz Grabowy, Grzegorz Janus, Bogusław Kutnik, Dariusz Pączkowski                                                                    |  |
| 14 | 1989 | Jazz Septet                                  | Staff Only                                         | Trio Ash                                                   | Young Jazz Orchestra, Marcin Jahr |  |
| 15 | 1990 | Central Heating Trio West                    | Overtime                                           | Kwartet z Ograniczoną Odpowiedzialnością                   | Adam Cegielski, Józef Eliasz |  |
| 16 | 1991 | Jazz Trio                                    | Hurry Up                                           | Simple Acoustic Trio                                       | |  |
| 17 | 1992 | Ramlosa                                      | Miłość                                             | Hand Made                                                  | Leszek Możdżer, Jacek Olter, Olo Walicki |  |
| 18 | 1993 | The Similiar (jazz klasyczny) KGB (fusion)   | Jazz Trio (jazz klasyczny) Salted Peanuts (fusion) | –                                                          | Małpi gaj |  |
| 19 | 1994 | The Juniors Jazz Quartet                     | Kwartet Ireneusza Głyka                            | –                                                          | |  |
| 20 | 1995 | Joint Venture Trio Con Brio                  | Orange Trane                                       | –                                                          | Wojciech Pulcyn, Dariusz Herbasz, Grzegorz Piotrowski, Wiesław Sałata, Klemens Orth, Tomasz Zimmermann, Marcin Trojanowicz, Piotr Lemańczyk, Józef Barcza Horvath |  |
| 21 | 1996 | Hard Line Trio                               | –                                                  | –                                                          | Michał Jaros |  |
| 22 | 1997 | Kwartet M.Żupańskiego Kwintet Jerzego Małka  | Alchemik Just Friends                              | KaPeLa Trio                                                | Grzegorz Pstrowski, Łukasz Golec |  |
| 23 | 1998 | ?                                            | ?                                                  | ?                                                          | |  |
| 24 | 1999 | Epsylon                                      | Custom Trio                                        | New Orkestra                                               | Marcin Oleś |  |
| 25 | 2001 | Jan Smoczyński Trio                          | Up To Date                                         | Okolicznościowy Kwintet Entuzjastów Jazzu Fakimozo Quintet | Adam Bałdych, Tomasz Nowak, Krzysztof Pacan, Tomasz Pruchnicki, Jan Smoczyński, Hubert Zemler                                                                     |  |
| 26 | 2002 | Kaczmarczyk/Jaros/Dobrowolski Trio           | Quake                                              | Good Staff                                                 | Grzegorz Dziamka, Paweł Hebda, Paweł Kaczmarczyk, Jakub Olejnik, Robert Rasz                                                                                      |  |
| 27 | 2003 | festiwal odbył się bez części konkursowej    | festiwal odbył się bez części konkursowej          | festiwal odbył się bez części konkursowej                  | festiwal odbył się bez części konkursowej |  |
| 28 | 2004 | JWP.org Stefan Gąsieniec Trio                | Tomaszewski/Święs/Dobrowolski                      | –                                                          | Paweł Dobrowolski oraz Jakub Cywiński |  |
| 29 | 2005 | Paweł Tomaszewski Trio                       | –                                                  | –                                                          | Levity, The Fellows Quintet oraz Daniel Popiałkiewicz |  |
| 30 | 2006 | The Fellows Quintet                          | Piotr Budniak Quintet                              | –                                                          | Levity, Snub Cube Nagrody specjalne: Bartosz Pieszka |  |
| 31 | 2007 | "Krzysztof Urbanski Mid West Quartet"        | Bartek Pieszka Quartet                             | Chill Out Quintet                                          | Krzysztof Urbański, Joanna Duda, Lena Romul |  |
| 32 | 2008 | GPS                                          | Maciej Fortuna Quintet                             | Jazz w Dredach                                             | Piotr Orzechowski |  |
| 33 | 2009 | Lena Romul Quintet                           | Inner Spaces Magnolia Acoustic Quartet             | –                                                          | Marek Tarnowski, Stepanka Balcarova, Sebastian Kuchczyński |  |
| 34 | 2010 | Jarek Bothur Quartet, Michał Wróblewski Trio | Freeway Quintet                                    | Meagre Quartet                                             | Łukasz Wojtowicz, Piotr Szewc |  |
| 35 | 2011 | PeGaPoFo                                     | Piasecki-Rak-Wendt Trio                            | High Definition                                            | Andrzej Konieczny, Michał Sobierajski, Sebastian Zawadzki, Damian Kostka                                                                                          |  |
| 36 | 2012 | N.S.I                                        | –                                                  | –                                                          | Sound Quality Quartet, Lichtański Sound Lab, Dawid |  |
| 37 | 2013 | Bartosz Dworak Quartet                       | trio Derlak/Trąbczyński/Szablowski                 | SkieBieDieBie                                              | – |  |
| 38 | 2014 | Darek Dobroszczyk Trio                       | The Flash!                                         | Inner Out                                                  | – |  |
| 39 | 2015 | Stanisław Słowiński Quintet                  | Quindependence                                     | Piotr Budniak Essential Group                              | – |  |
| 40 | 2016 | Tomasz Chyła Quintet                         | Mateusz Pałka Trio                                 | S.O.T.A                                                    | Piotr Chęcki |  |
| 41 | 2017 | Quantum Trio                                 | Vibe Quartet                                       |                                                            | |  |
| 42 | 2018 | Marcin Pater Trio                            | RASP Lovers                                        | RAME Jazz Quintet (Włochy)                                 | |  |
| 43 | 2019 | Jakub Paulski Trio                           | The Cuban Latin Jazz                               | Kwaśny Deszcz                                              | |  |